# Werner Hans Lauk
Werner Hans Lauk (n.  ?) este un fost diplomat german. 

## Biografie
Lauk a studiat economia politică din 1971 până în 1976. În 1977 a început cariera diplomatică în serviciul diplomatic al ministerului federal al afacerilor externe al Republicii Federale Germania (Germania de Vest). A lucrat la ambasadele germane din Venezuela, Cehoslovacia, Arabia Saudită și China până când a devenit ambasador în Afganistan în anul 2008. În perioada 2010-2013 a fost consul general în Hong Kong. Din 2 iulie 2013 până în 2016 a fost ambasadorul Republicii Federale Germania în România.
El a fost decorat cu Crucea Federală de Merit (2011) și cu Ordinul național „Steaua României” în grad de comandor (2016).